# Elecció papal de 1144
L'elecció papal de 1144 va seguir la mort del papa Celestí II i va donar lloc a l'elecció del papa Luci II.
Celestí II va morir el 8 de març de 1144 a Roma, després d'un pontificat de només cinc mesos. L'elecció del seu successor es va dur a terme mentre es duia a terme una revolució del municipi, que s'oposava a la regla secular del Papa. Celestí II va ser incapaç de recuperar el control total sobre la ciutat de Roma, i a més va haver de fer front també a les exigències del rei Roger II de Sicília. Aquest problema va restar sense solució en la seva mort, perquè s'havia negat a confirmar els privilegis concedits a Roger pel seu predecessor Innocenci II.
Els cardenals presents a Roma van elegir el cardenal Gerardo Caccianemici, sacerdot del títol de la Santa Creu de Jerusalem i ex canonge regular de Sant Frediano di Lucca. Els detalls relatius al lloc de l'elecció o la data exacta de l'elecció no estan registrats. Segons Jaffé l'elecció del 1143 s'hauria celebrat a la Basílica del Laterà, i la del 1145 a l'església de San Cesareo in Palatio. Des que els elegits eren cancellers de la Santa Seu i col·laboradors proper tant d'Innocenci II com de Celestí II, es pot suposar que els cardenals volien continuar la seva política, amigable amb l'Imperi i hostil cap al rei Roger. L'elegit prengué el nom de Luci II i va rebre la consagració episcopal el 12 de març de 1144.
Probablement hi havia 39 cardenals en el Sacre Col·legi de Cardenals el març de 1144. Aquesta dada s'obté de Brixius, però amb algunes correccions. I és que el bisbe Rodolfo of Orte va ser exclòs perquè no era cardinal en aquest moment. A més, Brixinus va indicar erròniament que també Bernardo da Pisa, el futur papa Eugeni III, hauria format part del Col·legi de Cardenals, de manera similar que Zenker. Però basant-se en l'examen dels subscripcions de les butlles papals del 1144 i les dades disponibles sobre les missions a l'exterior dels cardenals, es pot assegurar que a l'elecció no hi van participar més de 36 electors.